# Chris Davis (koszykarz)
Chris Davis (ur. 26 stycznia 1986) – amerykański koszykarz grający na pozycji rozgrywającego w Sioux Falls Skyforce.